# Modest Puig i Bellera
Modest Puig i Bellera (Balaguer, Noguera, 1858-1900) va ésser un advocat que estudià Dret a la Universitat de Barcelona i l'any 1889 ocupà el càrrec de secretari-bibliotecari del Col·legi d'Advocats de Balaguer.
L'any 1882 va promoure la constitució de la Joventut Catòlica de Balaguer.
Dins el món de l'administració pública, exercí el càrrec de secretari de l'Ajuntament de Balaguer (gener, 1886 - maig, 1887), del qual fou suspès per l'Audiència de Tremp -juntament amb el batlle Francesc Tarragona-, sota l'acusació d'infraccions electorals.
Més endavant, i com a membre del Partit Conservador, va ésser proclamat batlle de Balaguer l'1 de juliol del 1891, però, el 28 d'octubre del mateix any fou suspès d'aquestes responsabilitats novament per l'Audiència de Tremp per presumptes irregularitats comptables.
Durant el seu mandat va tindre freqüents enfrontaments amb la majoria dels regidors per la seua negativa a deixar-los parlar en català a les sessions plenàries de l'Ajuntament.
Malgrat tots aquests fets, fou designat delegat a l'Assemblea de Manresa (1892) i, com a bibliotecari, formà part de la secció catalanista del Centre Recreatiu de Balaguer (1894).